# 蜷川幸雄
蜷川幸雄，CBE（1935年10月15日—2016年5月12日
），生於日本埼玉縣川口市。日本知名劇場導演、電影導演、演員，是日本當代戲劇的代表人物之一。長女是日本知名攝影家蜷川實花。

## 生平
埼玉縣川口市人氏。高中落榜後，立志當畫家，參加東京藝術大學入學試失敗，後來成為演員也沒有成名，投入商業化演藝事業後，被先鋒藝術同行視為叛徒。經歷人生重重挫折和孤立的蜷川，自學電影，從事大量閱讀和研究，造就了日後的成就。年過70以後，建立名為蜷川組的工作團隊，推出各種新作品，以名角平幹二朗、歌舞伎尾上菊五郎為首，深受大竹忍、宮澤理惠及吉田鋼太郎等實力派演員的喜愛，連年輕偶像等眾多戲劇界演員也對蜷川幸雄情有獨鍾。性格強烈，十分認真，經常為影評而暴怒並作各種反擊。

## 劇場導演作品

### 希臘悲劇
- 伊底帕斯王
- 美狄亚
- 希臘人

### 莎士比亞系列
- 羅密歐與茱麗葉
- 李爾王
- 暴風雨
- 哈姆雷特
- 奧塞羅
- 仲夏夜之夢
- 第十二夜
- 理查三世
- 馬克白
- 泰爾親王佩力克爾斯
- 泰特斯·安特洛尼克斯
- 皆大歡喜

## 電影作品

### 導演
- 1981年　帆船日本丸的青春（暫譯。原名：）
- 1981年　魔性之夏
- 2003年　青之炎
- 2003年　伊右衛門之永恆的愛（又作：嗤笑伊右衛門。原名：）
- 2008年　蛇信與舌環（蛇にピアス）

### 演員
- 1984年　W的悲劇

## 電視導演作品
- 水之女
- 風物語（暫譯。原名：）
- 三號桌的客人（暫譯。原名：）